# Лютий Владислав Олексійович
Лю́тий Владисла́в Олексі́йович (нар. 25 серпня 1970, Київ, Українська РСР, СРСР) — радянський та український футболіст, півзахисник Майстер спорту України. Найбільше відомий завдяки виступам у складі криворізького «Кривбаса», запорізького «Торпедо» та низки інших українських, російських, казахських та узбецьких клубів.

## Життєпис
Виступати у командах майстрів Лютий почав у складі київського СКА, де грав спочатку на аматорському рівні, а потім і у другій лізі чемпіонату СРСР. Зустрічається також інформація про перебування Лютого у лавах запорізького «Металурга», однак жодного матчу у формі запорізького клубу у 1990 році він не провів. Сезон 1991 року Владислав Лютий розпочав у складі криворізького «Кривбасу», після чого перейшов до «Торпедо» з Запоріжжя, у складі якого дійшов до півфіналу Кубка України 1992. Повернувшись у наступному чемпіонаті до Кривого Рогу, став одним з основних футболістів команди, відзначаючись доволі непоганою результативністю. Кольори «Кривбаса» захищав до 1995 року, після чого пристав на пропозицію запорізького «Металурга», а рік потому вирушив до російського клубу «Нафтохімік» (Нижньокамськ). Справи в Росії йшли непогано як у ігровому, так і у побутовому плані, однак на початку 1998 року Лютий вирішив повернутися на Батьківщину. Втім, у Івано-франківському «Прикарпатті» Владислав відіграв всього лиш рік, вирушивши у пошуках кращої долі до Казахстану, де представляв клуби «Женіс» та «Акмола».
У 2000 році Лютий на нетривалий час повернувся до України, погравши у олександрійській «Поліграфтехніці» та кіровоградській «Зірці», після чого перейшов до лав ташкентського «Пахтакора», у складі якого став срібним призером чемпіонату та володарем Кубка Узбекистану. У 2002–2003 український півзахисник захищав кольори махачкалинського «Динамо», здобув «золото» та «срібло» другого дивізіону Росії.
Взимку 2004 року Лютий намагався працевлаштуватися у добре відомому йому нижньокамському «Нафтохіміку», однак контракт так і не було підписано, після чого український футболіст завершив кар'єру.

## Досягнення
Майстер спорту України
- Володар Кубка Узбекистана (1): 2002
- Срібний призер чемпіонату Узбекистана (1): 2001
- Бронзовий призер першої ліги чемпіонату України (1): 2000/01
- Переможець зони «Південь» другого дивізіону чемпіонату Росії (1): 2003
- Срібний призер зони «Південь» другого дивізіону чемпіонату Росії (1): 2002